# Нуармутье, Луи II де Латремуй
Луи II де Латремуй (фр. Louis II de La Trémoille; 25 декабря 1612 — 12 октября 1666, Шатовиллен), герцог де Нуармутье — французский генерал.

## Биография
Сын Луи I де Латремуя, маркиза де Нуармутье, и Люкрес Буйе.
Виконт де Тур, барон де Шатонёф и де Самблансе, сеньор де Ла-Ферте-Милон, Монмирель, Ла-Рошдире, Шарсе, Ла-Карт.
В 1635 году добровольцем участвовал в битве при Авене и осадах Тирлемона и Лувена. Стал капитаном в полку Бельфона, в 1636 году участвовал в осаде Корби. В 1637 был при осадах Ивуа и Данвиллера, затем под командованием виконта де Тюренна содействовал победе над испанцами у Пон-де-Во. В 1638 году в частях герцога де Лонгвиля внес вклад в разгром герцога Лотарингского и взятие Полиньи, участвовал в осаде и взятии Брайзаха. В 1639 году под командованием маркиза де Ламейере участвовал в осадах и взятии Лиллера и Эдена. В 1640 году под командованием ставшего маршалом де Ламейере служил при осадах Шарлемона, Мариенбурга и Арраса, а в следующем году под командованием того же генерала отправился в Гиень и участвовал в осаде Перпиньяна.
В 1642 году служил в Пикардийской армии графа д’Аркура, державшейся в обороне. В следующем году воевал в Германской армии маршала Гебриана, 26 мая был произведен в кампмаршалы. 5 июня, после смерти маркиза дю Белле, был назначен генеральным наместником Анжу. Командовал корпусом, руководил одним из четырех штурмов при взятии Ротвайля. Участвовал в битве при Тутлингене, где французы были разгромлены, а сам он попал в плен.
В 1644 году воевал в Германии под командованием маршала Тюренна, участвовал во Фрайбургском сражении и взятии Бингена, Кройцбаха и Ландау. Кампмейстер прежнего пехотного полка Бельфона, вновь сформированного патентом от 25 января 1645. Под командованием Месье и маршала Вильруа участвовал в осадах и взятии Мардика, Линка, Лиллера, Ла-Мот-о-Буа, Армантьера, Ле-Понт-а-Вандена, Ланса, Орши, Слёйса, Арлё. 13 мая 1646 назначен командовать частями во Фландрской армии, участвовал во взятии Куртре и отвоевании Мардика, Фюрна и Дюнкерка. В 1647 году был ранен при осаде Диксмёйде.
В мае 1648 был назначен командующим кавалерией Фландрской армии; служил при осаде Ипра, сражался в битве при Лансе.
В 1649 году командовал войсками в Анжу. Во время Парламентской фронды был рекомендован своим другом де Рецем в партию противников кардинала Мазарини, стал заместителем командующего армии фрондеров и обеспечивал проведение обозов в ходе осады Парижа королевскими войсками. 19 февраля, во время встречи крупного обоза у Бри-Конт-Робера произошла стычка с королевскими войсками, и был тяжело ранен герцог де Ларошфуко, возложивший на Латремуя вину за произошедшее. От имени принца де Конти и парламента герцог переговоры с испанцами в Брюсселе и был сторонником интервенции и ввода иностранных войск в Париж. В марте 1650, после подписания Рюэльского мира, владение Нуармутье было возведено в ранг герцогства-пэрии, но это пожалование не было зарегистрировано Парламентом.
Отставлен от наместничества в Анжу. 8 мая сформировал кавалерийский полк своего имени. 7 июня был официально произведен в генерал-лейтенанты (получил этот чин еще на службе Фронде). Перейдя на сторону двора, под командованием маршала дю Плесси-Пралена участвовал в деблокировании Гюиза, взятии Ретеля и Ретельском сражении.
В 1651 году в составе войск маршала Омона содействовал оказанию помощи Вервену, 22 декабря сложил командование полком. Затем получил губернаторство в Шарлевиле и важной пограничной крепрсти Ле-Монт-Олимп, куда удалился после осады Монмеди и которая долгое время был его резиденцией. В 1656 году отказался от командования пехотным полком, снова стал его кампмейстером 12 декабря 1659, после отставки де Витри, и распустил полк 20 июля 1660.
Кардинал де Рец, содействовавший политической карьере герцога Нуармутье, и пострадавший позднее от предательства с его стороны, характеризует Латремуя, как человека горячего и порывистого и называет «величайшим в мире болтуном», вспоминая, что во время Фронды тот не удержался и рассказал любовнице своего друга, мадемуазель де Шеврёз, о недавно приобретенном венерическом заболевании, которое Гонди, проходивший курс лечения, пытался от нее скрыть.

## Семья
Жена (1.11.1640): Рене-Жюли Обри (1618—20.02.1679), дама де Тийпор, единственная дочь Жана Обри, сеньора де Тийпора, рекетмейстера и государственного советника, и Франсуазы Лебретон-Вилландри
Дети:
- Мари-Анн (1641—5.12.1722), принцесса дез Юрсен. Муж 1) (1659): Арман-Блез де Талейран-Перигор (ум. 1670), князь де Шале; 2) (02.1675): Флавио Орсини (1620—1698), герцог ди Браччано
- Луи-Александр (1642—03.1667), герцог де Нуармутье, погиб на войне в Португалии
- Антуан-Франсуа (17.07.1652—18.06.1733), герцог де Нуармутье и де Руайян. Жена 1) (1688): Мадлен де Лагранж-Трианон (ум. 1689); 2) (1700): Мари-Элизабет Дюре де Шеври (ок. 1672—1733)
- Иоланда-Жюли (ум. 10.05.1693). Муж (31.12.1675): Франсуа де Латремуй (ок. 1637—12.06.1690), маркиз де Руайян
- Луиза-Анжелика (1653—25.11.1698). Муж (14.02.1683): Антонио Ланте Монтефельтро делла Ровере (ум. 1716), герцог ди Бомарцо
- Анри (ум. 11.08.1674), называемый графом де Нуармутье. Убит в битве при Сенефе
- Жозеф-Эмманюэль (7.07.1659—10.01.1720), архиепископ Камбре, кардинал
- Робер (ум. 1670). Немой, умер в аббатстве Жар близ Мулена